# Расписанная палата

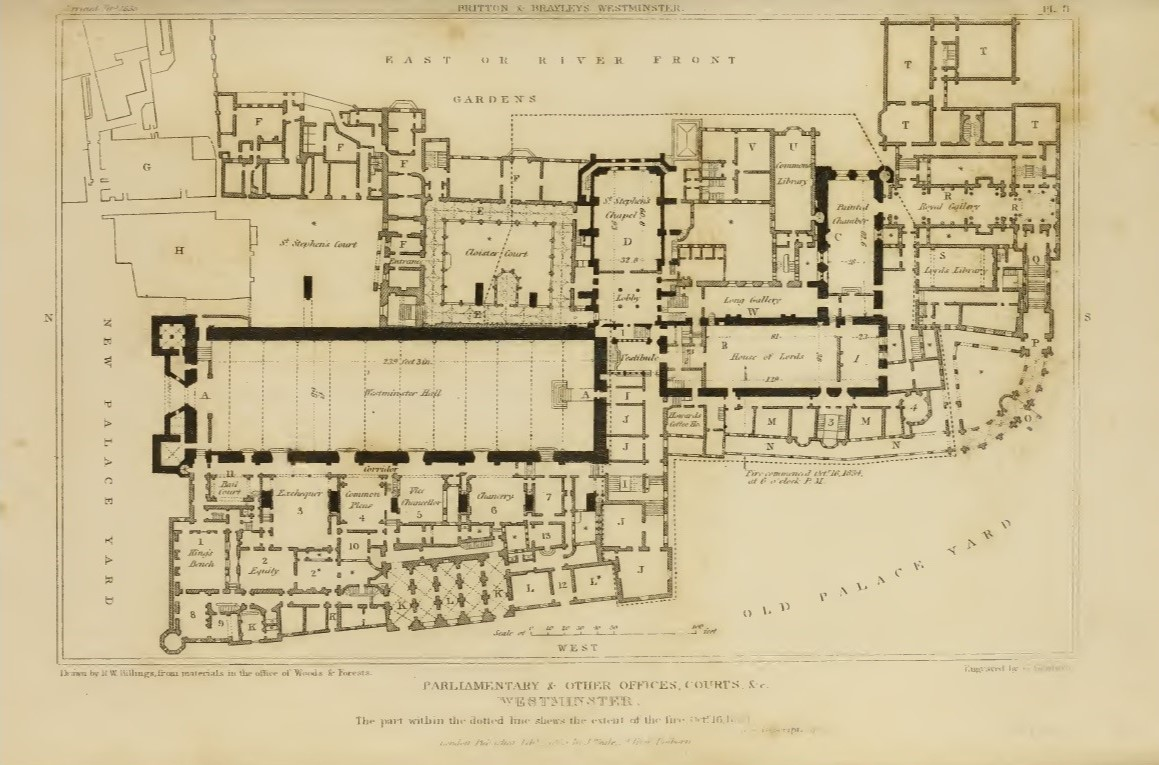
План Вестминстерского дворца в 1834 году, показывающий расположение Расписанной Палаты параллельно Палате Общин в часовне Святого Стефана к северу, а в правом углу у южной части Палаты Лордов в Белой Палате на запад.

Расписанная Палата была частью средневекового Вестминстерского дворца в Лондоне. Она была уничтожена пожаром в 1834 году, и её описывают как "возможно, самое большое художественное сокровище, потерянное в огне". Палата была вновь покрыта крышей, заново отделана и меблирована. Помещение было перестроено и заново обставлено, чтобы временно использоваться Палатой Лордов до 1847 года, а в 1851 году оно было снесено.

## История и описание

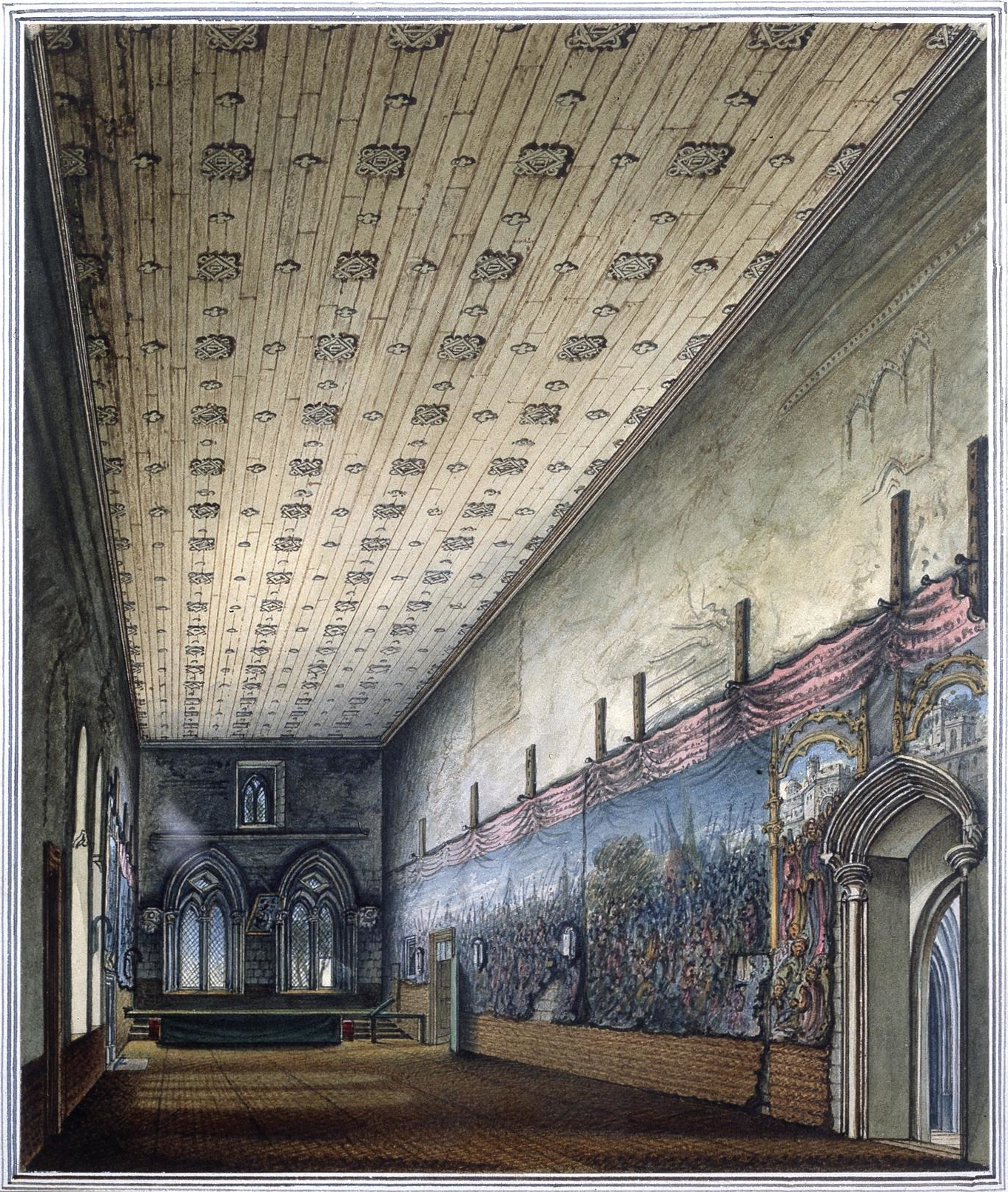
Расписанная палата Вестминстерского дворца в 1799 году.

Расписанная Палата была построена Генрихом III напротив часовни Святого Стефана. По некоторым сведениям, что на этом участке ранее было помещение, в котором умер Эдуард Исповедник. Новая палата была предназначена для использования королём в первую очередь, как личные апартаменты, но была также использована в качестве приемной. Она была построена и расписана так, чтобы произвести впечатление на посетителей. Палата была относительно длинной и узкой, размером примерно 82 на 28 футов (25,0 × 8,5 метров), с кроватью, расположенной под картиной Эдуарда Исповедника. Кровать предназначалась для важных гостей и появления на свет наследников, на ней не спали. Одна стена включала агиоскоп, с которого можно было увидеть алтарь в часовне по соседству. Таким образом король мог смотреть религиозные службы из своей палаты. Потолок из деревянных досок с декоративными выступами просуществовал, по крайней мере, до 1819 года, пока не был заменён гипсом.
Расписанная палата примыкала к новой Палате Королевы в южной части, затем использовалась для заседаний Палаты Лордов до те пор, пока Палата Лордов не переехал в 1801 году в Малый зал Белой Палаты. Палата Королевы была снесена вместе с другими строениями в 1823 году.
Королевская Палата стала известной как Расписанная Палата после украшения её декоративной настенной живописью, изображающей добродетелей и пороки и библейских фигур. Картин в ярких цветах взяли 60 лет, чтобы их закончить, начиная с 1226 года. Оригинальные картины были отремонтированы в 1263 году после того, как они были повреждены в результате пожара, и снова в 1267 году после того, как они были повреждены толпой, которая вторглась во дворец. Фрески были дополнены картинами по заказу последующих монархов.
Позднее Расписанная Палата была запущена, и стены были побелены и оклеены. Картины были заново обнаружены Уильямом Кэйпон (англ. William Capon) в 1816 году, и вскрыты антикваром Эдвардом Крокер (англ. Edward Crocker) в 1819 году. Две потолочные картины из Окрашенной Палаты, портрет пророка и серафима на деревянных панно были обнаружены в Бристоле в 1993 году и в настоящее время содержатся в Британском музее. Эти два панно были сняты в ходе строительных работ в 1816 году наряду с еще двумя панно, которые ещё не найдены.
Помещение сохранилось в основном нетронутыми в течение более 600 лет. В конце XIII столетия некоторые из ранних английских парламентов, созванные Эдуардом I, собирались в Расписанной Палате, и помещение продолжали использовать для важных государственных церемоний, в том числе государственное открытие парламента. Палата Лордов собиралась неподалеку, в Палате Королевы, и позже в Белой Палате. Однако, Палата общин не имела своё собственное помещение, и иногда проводила свои дебаты в Гласном Доме (англ. Chapter House) Вестминстерского аббатства до тех пор, когда постоянный дом в бывшей часовне Святого Стефана стал доступным в XVI веке. Расписанная Палата, среди палат используемых Палатой Лордов и Палатой Общин, была использован для государственного открытия, когда обе Палаты собрались на Съезд.

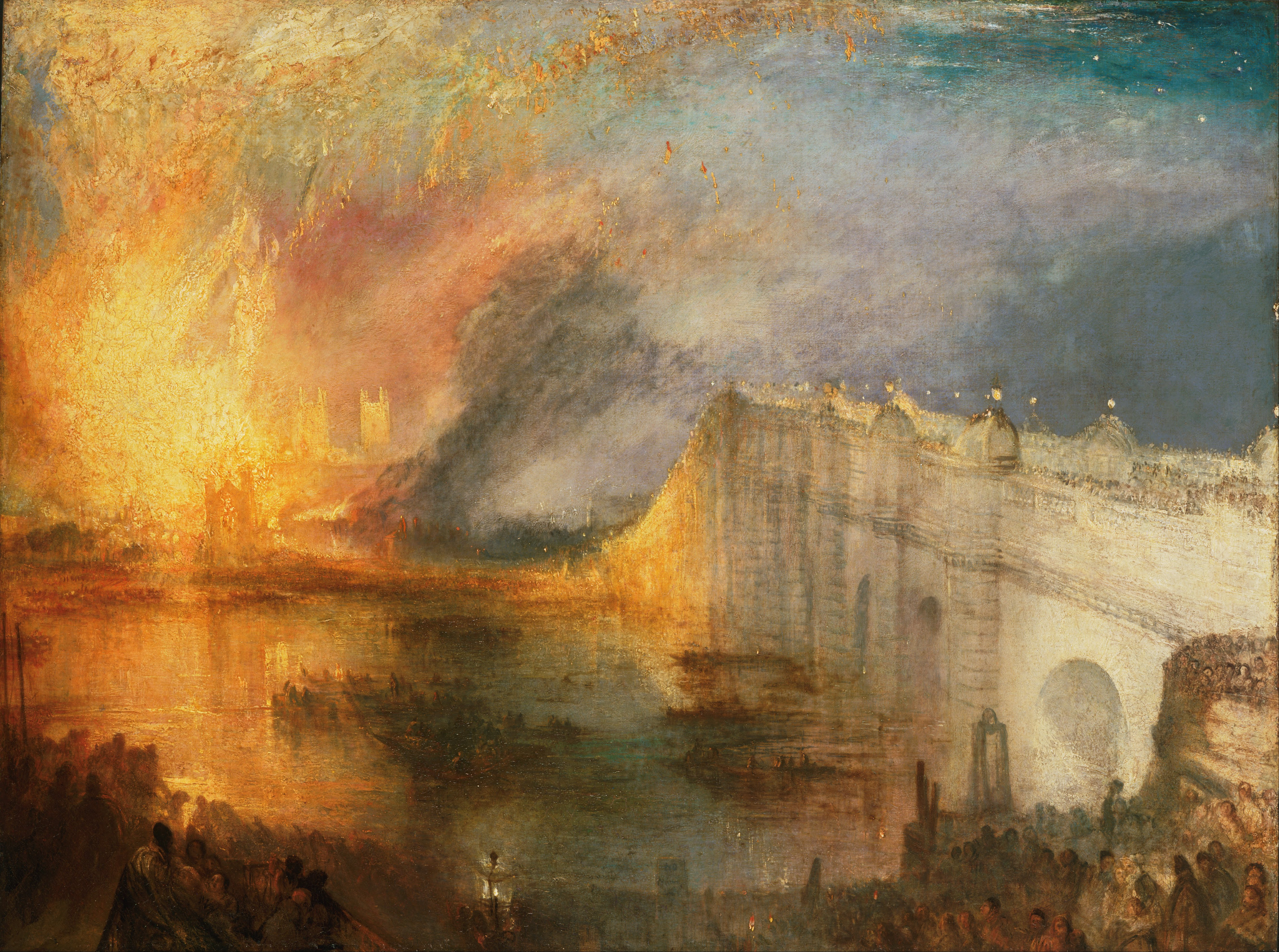
Джозеф Мэллорд Уильям Тернер наблюдал пожар в 1834 году и написал несколько полотен, которые изображают событие, в том числе картина Пожар в Палатах Лордов и Общин (1835 год).

Помещение Расписанной Палаты также использовали для других государственных целей:
- Во время судебного процесса над Карлом I показания свидетелей, которые были вызваны, давались в Расписанной Палате, а не Вестминстерском зале.[7]
- Смертный приговор Карла I был подписан здесь.
- Тело Карла II покоилось ночью в этой палате, прежде чем было погребено в Вестминстерском аббатстве.
- Расписанная Палата также использовалась как прощальный зал для умерших: Элизабет Клейпоул (дочь Оливера Кромвеля), Уильям Питт Старший и Уильям Питт Младший.[8]
- В 1820 году помещение использовали для Суда Претензий (англ. Court of Claims).

Расписанная Палата была, буквально, съедена разрушительным пожаром в 1834 году, но толстые средневековые стены сохранились. Спасённая древесина из этой палаты была использована для сувениров.
Помещение было вновь покрыто крышей и заново отделано и меблировано, чтобы временно использовать Палатой лордов для Государственного открытия сессии парламента от 23 февраля 1835 года. Это помещение использовалось Палатой Лордов до 1847 года. В конце концов, Расписанная Палата обрушилась в 1851 году.

## Внешние источники
- The Painted Chamber, 1799, parliament.uk
- The Painted Chamber and St. Stephen's Chapel after the Fire, 1834, parliament.uk
- Interior of Painted Chamber after the Fire 1834, parliament.uk